# Johannes Wüsten

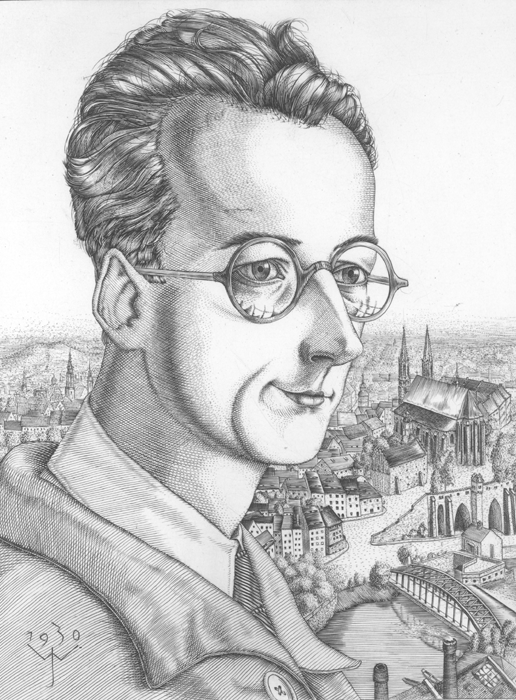
Selbstbildnis, 1930, Kupferstich

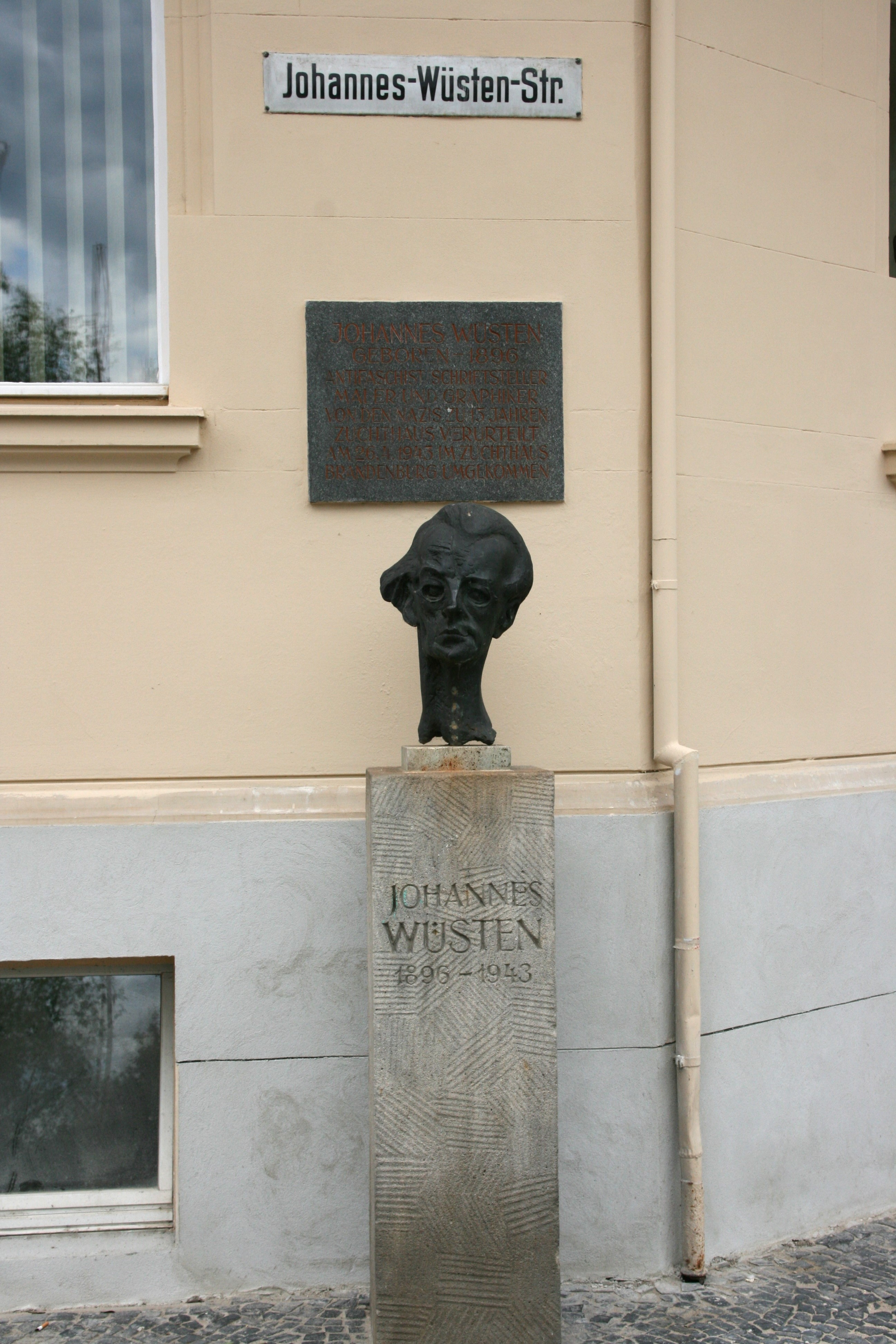
Johannes-Wüsten-Denkmal in der Johannes-Wüsten-Straße in Görlitz

Johannes Wüsten (* 4. Oktober 1896 in Heidelberg; † 26. April 1943 in Brandenburg an der Havel; auch Peter Nikl oder Walter Wyk) war ein deutscher Künstler und Schriftsteller. Er gilt mit seinen bildhaften Kupferstichen neben Karl Rössing (für den Holzschnitt) als Begründer und erster Meister der deutschen Stecherbewegung des 20. Jahrhunderts.

## Leben
Wüsten war der Sohn des Evangelisten Ewald Wüsten und dessen Ehefrau Frieda. Sein jüngerer Bruder war der Kunsthandwerker Theodor Wüsten. Ein Jahr nach seiner Geburt zog die Familie nach Görlitz. Dort besuchte Wüsten das Gymnasium bis zur Untertertia. Nachdem man ihn wegen einer Waffenaffäre der Schule verwiesen hatte, lehnten die Eltern seinen Wunsch, Maler zu werden, ab. Er ging stattdessen nach Dresden, wo er eine Tischlerlehre begann, die er allerdings nach kurzer Zeit aus gesundheitlichen Gründen abbrach. Er bekam die Gelegenheit, in Worpswede Schüler des Malers Otto Modersohn zu werden. Anschließend arbeitete er in einer Keramikfabrik in Bunzlau. Ab Sommer 1916 nahm Wüsten als Soldat am Ersten Weltkrieg teil. Im Oktober des gleichen Jahres wurde er an der Ostfront verwundet; eine weitere Verwundung erlitt er an der Westfront.
Nach Kriegsende ließ sich Wüsten als freischaffender Künstler in Hamburg nieder. Der  Expressionist Wüsten, der die „Hamburgische Sezession“ mitbegründete, schuf in dieser Zeit vor allem Tafelbilder, Pastelle und Holzschnitte. Gleichzeitig wurden erste literarische Arbeiten von ihm veröffentlicht. 1920 trat er der „Hamburgischen Künstlerschaft“ bei. 1922 unternahm Wüsten eine Studienreise durch die Niederlande; nach der Rückkehr gründete er in Görlitz eine Manufaktur für Keramik und Fayence, an der auch seine zweite Frau, die Keramikerin Dorothea Wüsten  (geb. Köppen, 1893–1974) beteiligt war.
1929 übernahm Wüsten in Görlitz (Kahle 7) das Atelier der Porträtmalerin Erna von Dobschütz in der später nach ihm benannten Straße. Er war einst ihr Schüler gewesen, als er sich auf die Aufnahmeprüfung an der Dresdener Kunstgewerbeschule vorbereitete.
Wüsten war aktiv in der „Görlitzer Künstlerschaft“, in deren Malschule er, der inzwischen ein Vertreter der „Neuen Sachlichkeit“ war, in der zweiten Hälfte der Zwanzigerjahre die Graphikklasse leitete. Zur selben Zeit veröffentlichte er zahlreiche Kritiken und  Feuilletons und hielt Vorträge. Ab 1929 begann Wüsten, sich für den Kupferstich zu interessieren; bis 1934 schuf er zahlreiche Werke in dieser Technik. Die gesellschaftskritische Tendenz seiner Werke führte dazu, dass Wüsten in Görlitz immer weniger ausstellen konnte. Mit seinen Schülern Gertrud Lerbs-Bernecker, Lotte Wegeleben und dem Glasarbeiter Josef Bankay aus Penzig bildete Wüsten bis 1931 die Bautzener Stechergruppe, die gemeinsam ihre Kupferstiche ausstellte.
Wüsten, der seit 1930 Mitglied des  Antifaschistischen Kampfbundes und später der „Roten Hilfe“ war, wurde im März 1932 Mitglied der Kommunistischen Partei Deutschlands. Kurz danach sein erster literarischer Erfolg: Sein Dreiakter Die Verrätergasse wurde uraufgeführt. Nach der Machtergreifung der Nazis übernahm er die Leitung der illegalen Görlitzer KPD, die vor allem mittels Flugblättern gegen die neuen Machthaber agitierte und Mitgliedern der verbotenen Partei zur Flucht in die Tschechoslowakei verhalf. 1934 emigrierte Wüsten nach Prag, wo er als Künstler und Schriftsteller polemische Beiträge gegen die Zustände im Deutschen Reich lieferte, die in deutschsprachigen Exilzeitschriften wie dem „Simplicissimus“ (später: „Simpl“) und der „Arbeiter Illustrierten Zeitung“ veröffentlicht wurden. Daneben schrieb er zwei Theaterstücke mit historischer Thematik (Weinsberg und Die Lehre vom Mariastern) sowie ein Zeitstück (Bessie Bosch), Künstlergeschichten und den Roman Rübezahl, dessen Veröffentlichung durch die deutsche Besetzung des Sudetenlandes im Herbst 1938 verhindert wurde (er erschien 1963 aus dem Nachlass unter dem Titel Der Strom fließt nicht bergauf). 1937/38 verfasste er zudem einen utopischen Roman Kämpfer gegen Kometen, der in Fortsetzungen unter dem Pseudonym Walter Wyk in der Zeitschrift Volks-Illustrierte publiziert wurde. Die Identität des Verfassers wurde erst in den 1980er Jahren entdeckt, worauf es zu einer Wiederveröffentlichung 1992 kam.
1937 wurden in der Aktion „Entartete Kunst“ aus dem Stadtmuseum Bautzen, dem Schlesischen Museum der Bildenden Künste Breslau, der Staatlichen Gemäldegalerie Dresden, der Städtischen Kunstsammlungen Görlitz und der Kunsthalle Hamburg nachweislich fünfzehn Arbeiten Wüstens beschlagnahmt.
Im Juni 1938 verließ Wüsten zusammen mit der Journalistin Lotte Schwarz Prag und ging nach Paris, wo er für die Exilorganisation „Deutsches Kulturkartell“ als bildender Künstler tätig war. Seine wirtschaftliche Situation verschlechterte sich zusehends, und nach dem Ausbruch des Zweiten Weltkriegs
wurde er  am 10. September 1939 interniert. Er durchlief verschiedene Lager; am 19. Juni 1940 glückte ihm die Flucht aus dem Arbeitslager in Saint-Nazaire. Auf der Flucht vor den vorrückenden deutschen Truppen erreichte er die französische Atlantikküste; ein Versuch, von dort aus nach England zu gelangen, scheiterte. Mitte Juli 1940 kehrte Wüsten ins nunmehr deutsch besetzte Paris zurück.
Als Wüsten im Winter an Tuberkulose erkrankte, begab er sich, der als Deutscher nicht von Franzosen behandelt werden durfte, in ein Krankenhaus der Wehrmacht. Dort pflegte man ihn gesund, um ihn anschließend der Gestapo zu übergeben. Er wurde nach Deutschland gebracht, u. a. im Berliner Untersuchungsgefängnis Moabit inhaftiert und vor dem Volksgerichtshof in Berlin angeklagt; seine künstlerischen Arbeiten wurden ihm dabei als „Vorbereitung zum Hochverrat“ ausgelegt. Der Prozess gegen Wüsten begann am 11. März 1942 und endete mit seiner Verurteilung zu fünfzehn Jahren Zuchthaus. Er trat seine Strafe im Zuchthaus Brandenburg-Görden an, erkrankte allerdings schon bald erneut an offener Tuberkulose und starb am 26. April 1943 im Gefängniskrankenhaus. Ein Großteil seines künstlerischen wie auch literarischen Werkes gilt als verloren.
Am 23. Januar 2019 wurde eine Folge der Sendung Lieb & Teuer des NDR ausgestrahlt, die von Janin Ullmann moderiert und im Schloss Reinbek gedreht wurde. Darin wurde mit der Gemälde-Expertin Ariane Skora ein Kupferstich besprochen, der ein Selbstporträt von Johannes Wüsten von 1930 darstellt und ein Nachdruck aus den 1960er Jahren ist.

## Werke

### 1937 als „entartet“ aus öffentlichen Sammlungen beschlagnahmte Werke

#### Tafelbild
- Sebastian (Verbleib ungeklärt)

#### Pastelle
- Kopf eines Matrosen (vernichtet)
- Landschaft (vernichtet)
- Landschaft (vernichtet)
- Kopf (vernichtet)

#### Druckgrafiken
- Kauerndes Weib (Holzschnitt; vernichtet)
- März (1919, Holzschnitt; vernichtet)
- Liebespaar (1919, Holzschnitt; vernichtet)
- Männerkopf (1919, Holzschnitt, 18,8 × 14,5 cm; vernichtet)
- Maske I (1919, Holzschnitt; vernichtet)
- Zuschauer (Kupferstich; vernichtet)
- Der schmale Weg (Kupferstrich;  1940 zur „Verwertung“ auf dem Kunstmarkt an den Kunsthändler Bernhard A. Böhmer. Verbleib ungeklärt.)
- Tot (Kupferstich; vernichtet)
- Schnitter (Kupferstich; Verbleib ungeklärt)
- Der Angler (1929, Kupferstich, 17,5 × 11,8 cm; vernichtet)

### Buchillustration
- Paul Duysen:  Jedermann der viehische Mensch. Ein Schrei in der Zeit. Psychoanalytischer Roman. Konrad Hanf Verlag, Hamburg 1921.

## Ausstellungskataloge
- Johannes Wüsten, Görlitz 1948
- Alfred Frank, Fritz Schulze, Johannes Wüsten, Dresden 1970
- Johannes Wüsten, Leipzig 1973
- Die Blutproben des Johannes Wüsten, Griffelkunst-Vereinigung, Schriften und Kataloge Bd. 5, Hamburg-Langenhorn 1995
- Johannes Wüsten, Heidelberg 1996
- Punkt und Linie – Schwarz auf Weiß, Görlitz 1996
- Der Kupferstich in der Moderne, Ausstellungskatalog Galerie Carlshorst, Berlin 2007